# Ermita de Nuestra Señora de la Soledad (Huelva)
La ermita de Nuestra Señora de la Soledad es un templo católico situado en la ciudad española de Huelva.

## Historia
La ermita fue construida a las afueras de la ciudad bajo la advocación del Apóstol Santiago, en torno al siglo XV. Fue su patrón Diego de Guzmán y Quesada, caballero de la Orden de Santiago, quien ordenó la construcción de una cripta para sus caballeros. De su testamento se deduce que la ermita fue reedificada en 1631. Nuevas obras de mejora se realizan en la década de 1730.
El edificio se libró de la destrucción que provocó en la ciudad el Terremoto de Lisboa. Sin embargo, entre 1787 y 1794 debe ser reconstruido de nuevo, bajo probables trazas de Antonio de Figueroa. En 1843 se instaló un órgano que no ha llegado hasta nuestros días.
Desde su construcción ha tenido diferentes usos además del litúrgico. Así se convirtió en el primer centro docente de enseñanzas medias y superior de la ciudad al ser sede en el siglo XVII de las cátedras de Latinidad y Gramática creadas por Diego de Guzmán y Quesada. Con motivo de la epidemia de cólera morbo de 1854, la ermita es cerrada al culto para ser transformada en hospital, pasando su ajuar litúrgico y artístico a la cercana Parroquia de San Pedro. En 1869 pasa a manos del Estado y en 1883 al Ayuntamiento de Huelva convirtiéndose en asilo y escuela. Para esta función fue necesario dividir el espacio en dos pisos. A mediados del siglo XX fue local de ensayos de la banda municipal de música, hasta su cierre por ruina.

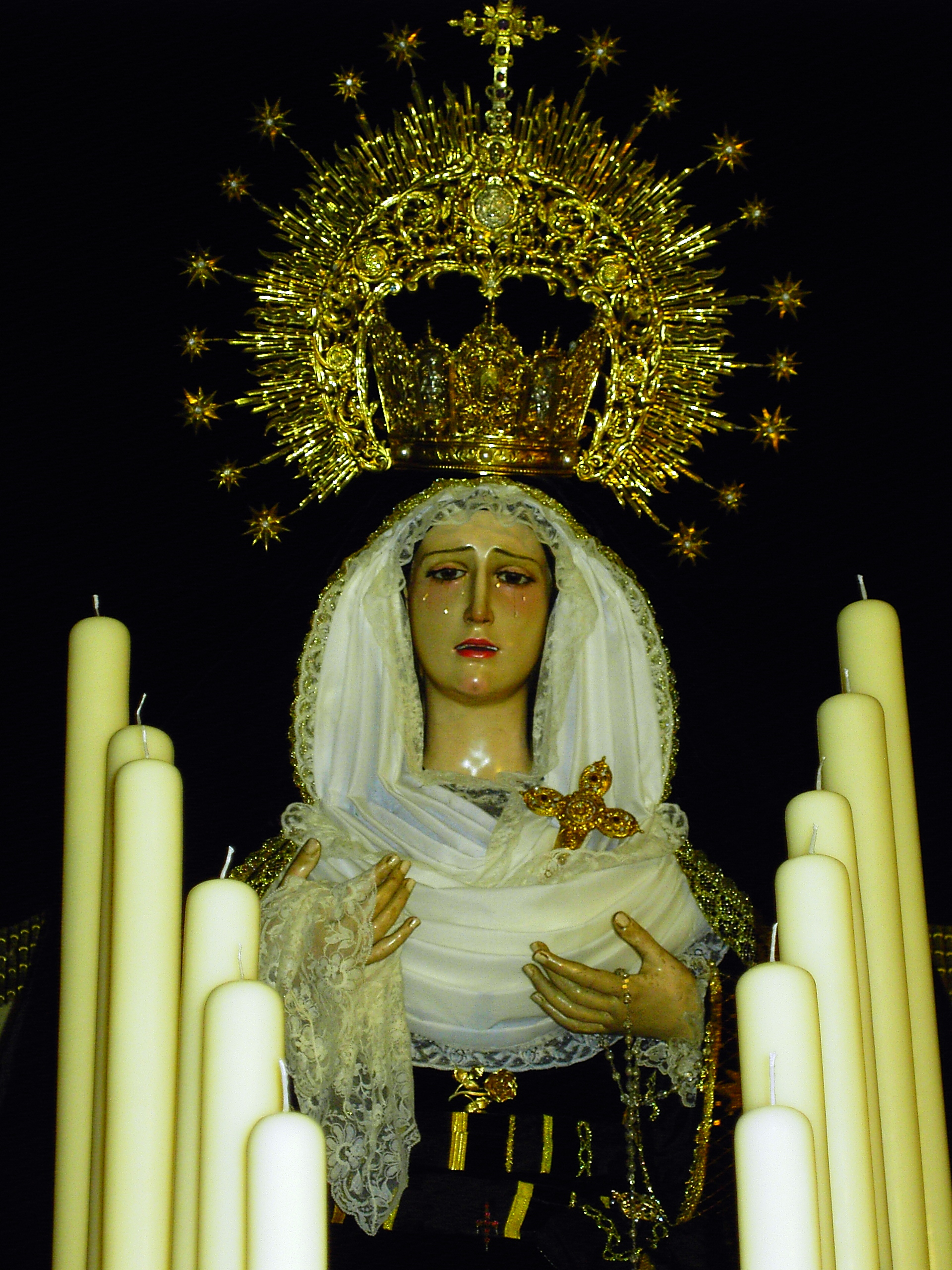
Soledad de María.

Es reseñable decir también que se convirtió en el lugar donde se refugió al poeta Miguel Hernández en su huida hacia Portugal tras la guerra civil española.
La reapertura del edificio, recuperando su uso religioso, tiene lugar en 1995, tras las obras de restauración dirigidas por Alfonso Martínez Chacón. Tras estas obras vuelve a residir en el templo la Hermandad del Santo Entierro, cuya titular mariana proporciona a la ermita su advocación.

## El edificio
La ermita es de una sola nave con capilla mayor acabada en testero plano bajo la que se encuentra la cripta de los caballeros de Santiago, del siglo XVII. Su fachada principal, en el lado de la Epístola, cuenta con una portada rematada por espadaña. Responde a la tipología barroca popular de finales del siglo XVIII. En 2015 se hicieron obras de ampliación de la puerta de la nave del Evangelio, con objeto de facilitar la salida de los pasos procesionales.
La mayor parte del patrimonio artístico del templo pertenece a la Hermandad del Santo Entierro. La Soledad de María, imagen de candelero para vestir, preside el altar mayor. Es una talla realizada por Antonio León Ortega en 1944 y remodelada por Luis Álvarez Duarte. En la hornacina superior de su altar hay una pequeña imagen ecuestre del apóstol Santiago, realizada por David Valenciano en 1997. Escoltan la capilla mayor los altares de la Virgen de las Angustias, realizada también por León Ortega en 1958, y el Cristo Yacente. Esta imagen recupera la mascarilla de la talla destruida en los sucesos de la Guerra Civil en 1936, adaptada a un nuevo cuerpo por Antonio León Ortega. También reciben culto en el templo dos imágenes de la Virgen del Carmen y la Inmaculada de escuela valenciana y tamaño inferior al natural. El cuadro de la Virgen del Carmen con las Ánimas Benditas fue realizado por Juan Padilla en 1938 y está cedido por la Parroquia de la Concepción.